# 天主教聖克里斯托瓦爾-德拉斯卡薩斯教區
天主教聖克里斯托瓦爾-德拉斯卡薩斯教區（拉丁語：Dioecesis Sancti Christophori de las Casas）是墨西哥一個天主教教區，管轄南部恰帕斯州東北部四十八市。教區屬圖斯特拉古鐵雷斯總教區。
恰帕斯教區於1539年3月19日成立，1964年10月27日易名至今，2010年時有1,346,000名教友，佔總人口79.6%。教區有52個堂區和88位司鐸。現任教區主教為羅德里哥·阿吉拉爾-馬丁內茲，輔理主教為路易斯·曼努爾·羅培茲-阿爾法羅，榮休主教為菲利佩·阿利兹门迪-埃斯科维尔。